# حکم شرعی
فرمان یک اعلامیه قانونی است که معمولاً توسط یک رئیس کشور مانند رئیس جمهور در یک نظام جمهوری یا یک پادشاه (فرمان سلطنتی) طبق رویه‌های خاصی (معمولاً در قانون اساسی تعیین می‌شود) صادر می‌شود. قدرت قانون را دارد.  اصطلاح خاص مورد استفاده برای این مفهوم ممکن است از کشوری به کشور دیگر متفاوت باشد.  برای مثال، فرمان‌های اجرایی که توسط رئیس‌جمهور ایالات متحده صادر می‌شود، فرمان هستند (اگرچه یک فرمان دقیقاً یک دستور نیست).

## برپایه کشور

### ایران
بر اساس اصل ۱۱۰ قانون اساسی جمهوری اسلامی، رهبر سیاست‌های کلی نظام جمهوری اسلامی را مشخص و تعیین می‌کنند.